# حرفه پرستاری (مجله)
مجله حرفه پرستاری (به انگلیسی: Nursing in Practice) ارائه دهنده اهدافی جهت پرستاران شاغل در بخش مراقبت های اولیه بوده که توسط ناشر بریتانیایی انتشار می‌یابد.
- این مجله شش بار در سال منتشر می‌گردد و دارای محتوای بالینی و تحولات بهداشتی، پوشش موضوعاتی از جمله مراقبت‌های قلبی، درماتولوژی، دیابت و مراقبت‌های تنفسی است.
- این مجله توسط Campden Media(شرکت بین‌المللی چاپ و نشر رسانه‌ای) برای همه پرستاران مراقبت‌های اولیه منتشر و در دسترس می‌باشد.
- در دسامبر ۲۰۱۱،درج این خبر که"هزینه های قانونی در موارد سهل انگاری های پرستاران در پنج سال اخیر سه برابر شد" ،تیتر روزنامه ها گردید.